# Don't Think
Don't Think è un album live del duo britannico dei The Chemical Brothers, registrato durante il Fuji Rock Festival svoltosi l'anno precedente.

## Tracklist
1. Another World / Do It Again / Get Yourself High – 7:22
2. Horse Power / Chemical Beats – 9:50
3. Swoon / Star Guitar – 10:59
4. Three Little Birdies Down Beats / Hey Boy Hey Girl – 5:34
5. Don't Think / Out of Control / Setting Sun – 10:12
6. Saturate – 7:38
7. Believe – 5:35
8. Escape Velocity / The Golden Path – 8:35
9. Superflash – 6:03
10. Leave Home / Galvanize – 2:19
11. Block Rockin' Beats – 4:51